# Ендре Кабош
Ендре Кабош (угор. Endre Kabos, нар. 5 листопада 1906, Орадя, Австро-Угорщина — 4 листопада 1944, Будапешт, Угорщина) — угорський фехтувальник на шаблях, триразовий олімпійський чемпіон (двічі 1936 рік та 1932 рік) та бронзовий призер (1932 рік)  Олімпійських ігор, семиразовий чемпіон світу.
Ендре Кабош народився в 1906 році в Надьвараді (сьогодні - Орадя в Румунії).
У 1930 році Ендре Кабош завоював золоту медаль чемпіонату Угорщини. У 1931 році він став володарем золотої та срібної медалей чемпіонату Європи. У 1932 році на Олімпійських іграх в Лос-Анджелесі Ендре Кабош завоював золоту і бронзову медалі. У 1933 році він став володарем двох золотих медалей європейської першості і срібної медалі чемпіонату Угорщини. У 1934 році він завоював дві золоті медалі європейської першості, в 1935 - ще одну (в 1937 році ці європейські першості були заднім числом визнані чемпіонатами світу). У 1936 році на Олімпійських іграх в Берліні Ендре Кабош завоював дві золоті медалі. У 1937, 1938 і 1939 роках він знову ставав чемпіоном Угорщини (а в 1938 році завоював ще й бронзову медаль).
У 1944 році Ендре Кабош, разом з багатьма іншими євреями, був мобілізований в трудовий табір. Загинув під час випадкового вибуху замінованого німецькими саперами моста.
У 1986 році Ендре Кабош був внесений в Міжнародний єврейський спортивний зал слави.

## Виступи на Олімпіадах
| Олімпіада         | Дисципліна          | Місце |
| ----------------- | ------------------- | ----- |
| Лос-Анджелес 1932 | індивідуальна шабля | 3     |
| Лос-Анджелес 1932 | командна шабля      | 1     |
| Берлін 1936       | індивідуальна шабля | 1     |
| Берлін 1936       | командна шабля      | 1     |